# Carlo Montanaro
Carlo Montanaro (Burano, 26 giugno 1946) è uno scrittore, giornalista e critico cinematografico italiano.

## Biografia
Dopo gli studi classici, consegue la laurea in Architettura presso l'Università IUAV di Venezia. Successivamente inizia a collaborare con numerose riviste e quotidiani, rivolgendo il proprio interesse alla cultura dei mass media e in particolare all'area cinematografica. Svolge numerose collaborazioni professionali, sia in campo cinematografico (come aiuto-regista, tra gli altri, di Luigi Comencini, Tonino Valerii, Folco Quilici, Didier Baussy, Tinto Brass, Matjaž Klopčič, Christian-Jaque) che televisivo, in veste di autore di svariati programmi RAI.
È autore di numerosi saggi critici (tra i quali Dall'argento al pixel. Storia della tecnica del cinema, edito da Le Mani nel 2005, riedizione 2019, anche in inglese) e ha collaborato all'organizzazione di importanti eventi culturali, festival e rassegne, tra cui l'Istituto per lo studio e la diffusione del cinema d'animazione (ISCA), la Biennale di Venezia, il festival del Film sull'Arte e di Biografie d'Artisti di Asolo (poi diventato l'AsoloArtFilmFestival) e il MystFest di Cattolica. È inoltre tuttora uno dei principali organizzatori de Le Giornate del Cinema Muto di Pordenone.
Ha insegnato Teoria e Metodo dei Mass Media all'Accademia di belle arti di Venezia per divenire successivamente Direttore della stessa Accademia; è stato inoltre docente di Teoria e Tecnica del Linguaggio Cinematografico nell'ambito del Corso di Laurea in Tecniche Artistiche e dello Sspettacolo (TARS) della Facoltà di Lettere e Filosofia dell'Università Ca' Foscari Venezia. Tra il 2009 e il 2011 è stato componente della Commissione per l'ammissione ai benefici di legge e per l'individuazione dei film d'essai in seno alla Direzione Generale per il Cinema del Ministero per i beni e le attività culturali. Nel 2010 ha promosso la rinascita dell'Associazione Italiana per le Ricerche di Storia del Cinema (AIRSC) fondata nel 1964, che pubblica Immagine. Note di Storia del Cinema, semestrale diretto da Michele Canosa, Associazione della quale è stato Presidente sino al 2015. A tutt'oggi, è considerato uno dei più importanti e stimati studiosi di cinema italiani:
Tra le più recenti collaborazioni, la gestione della sezione cinematografica della Mostra dedicata a Man Ray nella Villa Manin di Passariano, con rassegna sulle opere dell'avanguardia storica (settembre 2014 - gennaio 2015), e la curatela della Mostra dedicata al Mondo Novo conservata nella Fondazione Musei di Venezia e organizzata nell'Espace Luis Vuitton di Venezia (Mondo Novo, Le vedute d'ottica & Olafur Eliason, dicembre 2014 - aprile 2015), entrambe con catalogo stampato.
Carlo Montanaro, nell'ambito veneziano, è vice presidente dell'Alliance Française e presidente dell'Università popolare.

## L'Associazione culturale Archivio Carlo Montanaro
Nata come raccolta privata negli anni sessanta, l'Archivio Carlo Montanaro è una delle più importanti e ricche collezioni di materiale cinematografico d'Italia.
L'intento è stato quello di cercare e rendere accessibili materiali di documentazione sulla storia del cinematografo, con particolare attenzione allo sviluppo tecnico-linguistico, alle opere dell'avanguardia e al cinema d'animazione, e contiene copie di "pubblico dominio" di film a passo ridotto (in prevalenza Super8 e 16 millimetri) e nei sistemi di registrazione videomagnetica (Betamax, VHS, Video2000, Video8, V8 Hi-Band, Laserdisc) per arrivare fino alla digitalizzazione (DVD). Le poche pellicole a passo normale di lungo e corto metraggio ritrovate negli anni vengono depositate presso la Cineteca del Friuli di Gemona.
L'archivio comprende una quantità estremamente eterogenea di materiali che cercano di testimoniare il "vedere" da quando è possibile riprodurre le immagini. E quindi iniziando dalle incisioni (Vues d'optiques...), passando attraverso i vetri della Lanterna magica, arrivando alla fotografia e all'analisi e alla sintesi del movimento testimoniate dalle apparecchiature del precinema, si passa al cinematografo, alla televisione e al digitale, confermando la felice intuizione che Gian Piero Brunetta ha sintetizzato nel suo bellissimo saggio Il viaggio dell'icononauta (1998).
Per affido degli eredi l'archivio gestisce il Fondo Francesco Pasinetti che contiene quanto è sopravvissuto dell'attività fotografica del grande regista e studioso veneziano scomparso nel 1949.
Dal 15 settembre al 5 novembre 2006 su invito del Centro Iniziative Culturali di Pordenone l'Associazione ha collaborato con Giancarlo Pauletto per allestire la prima mostra del suo materiale presso la Galleria Sagittaria, Prima dei Lumière: Oggetti documenti immagini avanti e attorno al cinema dalla collezione Carlo Montanaro di Venezia, e in questa occasione fu pubblicato il primo catalogo stampato della collezione, da Carlo e Giovanni Montanaro e Giancarlo Pauletto. Dal 20 al 28 settembre 2008, su invito del Comitato Torre Civica, l'Associazione ha organizzato a Mestre, una seconda Mostra dedicata ai materiali dell'Archivio, Dalla visione all'immagine: Incisioni, fotografie e materiali dall'"archivio Carlo Montanaro", con la cura editoriale di Chiara Augliera, e sempre con catalogo stampato (sfogliabile nel sito www.archiviocarlomontanaro.it).
Formalizzata con atto del notaio Paolo Chiaruttini il 24 marzo 2010, l'Associazione Culturale Archivio Carlo Montanaro (fondata con Giovanni Montanaro e Alberto Prandi) ha coordinato l'attività del Comitato regionale per le celebrazioni del centenario della nascita di Francesco Pasinetti che, oltre a importanti incontri ed eventi (Mostre presso la Biblioteca Nazionale Marciana di Venezia, e presso la Videoteca Regionale di Villa Settembrini a Mestre) anche di teatro, ha realizzato, con l'Istituto Luce, la Cineteca Italiana e la Cineteca Nazionale, un cofanetto con la ristampa del volume (La Scoperta del cinema, a cura di Maurizio Reberschak, 2012) dedicato alla sua tesi di laurea e con il restauro di quanto sopravvissuto della sua produzione cinematografica. Sono, inoltre, stati pubblicati i volumi Francesco Pasinetti, il cinema alla radio, 1945 - 1948 (Studio LT2, 2013) e Francesco Pasinetti oltre il cinema, Le vicende teatrali tra lirica e prosa, di Luisa Pagnacco (Bulzoni Editore, 2015). Nel 2017 pubblica il volume Questa è Venezia, fotografata da Francesco Pasinetti, curato da Alberto Prandi.
Acquisito un blocchetto immobiliare terra-cielo, già abitazione del collezionista di materiali di precinema e cinema Attilio D'Este, sito in 30121 Venezia, Cannaregio 3857, e operatone il risanamento, nel 2014 l'Archivio (collezione Trevisan - Montanaro - D'Este) è stato trasferito in questa sede, denominata La fabbrica del vedere, dove, oltre alla collocazione definitiva dei materiali (libri, fotografie, stampe, film, apparecchiature, gadget) è stato ricavato al piano terra uno spazio espositivo. Dal dicembre 2014 sono state allestite diverse mostre dedicate a molti modi del vedere, dall'ottica (Eppur si vede, Carnevale 2016), alla videoarte (Premio Maurizio Cosua del Videoconcorso Francesco Pasinetti, Bruno Munari Illusioni Luminose), alla fotografia (Briciole di Camerafoto, Le isole Aran di Ettalisa Basadella, Sapore di Gianni, ad un anno dalla scomparsa del regista Gianni Da Campo), alle collezioni (i calendari dedicati alle Lanterne Magiche e ai Visori Stereoscopici, con le immagini di Francesco Barasciutti), ecc. Si sono, inoltre tenuti seminari e incontri didattici, presentazioni di libri, proiezioni dedicate. Tra le attività promosse, dal 2014 l'edizione del trimestrale All'Archimede sfogliabile nel sito www.archiviocarlomontanaro.it. Mentre gli eventi de LA FABBRICA DEL VEDERE, sono illustrati nel sito www.fabbricadelvedere.it.

## Esperienze principali

### Pubblicazioni
(Pubblicazioni scritte da Montanaro o con collaborazione di Montanaro)
- Carlo Montanaro, Potevano essere film. Il cinema di Elio Bartolini, Pordenone: Concordia Sette, 1998
- Carlo Montanaro, Il cammino della tecnica, da Storia del cinema mondiale, a cura di Gian Piero Brunetta, Einaudi, 2001, ISBN 9788806153885
- Carlo Montanaro, Amerigo Restucci, Venezia è abitata, in Venezia è una città. Un secolo di interpretazioni del cinema, a cura di Leonardo Ciacci, Marsilio, 2004
- Carlo Montanaro, Dall'argento al pixel. Storia della tecnica del cinema, Le Mani-Microart's, collana Cinema, 2005 (ristampa 2009, riedizione 2019, anche in inglese) ISBN 978-88-8012-497-9
- Carlo Montanaro, Giovanni Montanaro, Giancarlo Pauletto, Prima dei Lumière: Oggetti documenti immagini avanti e attorno al cinema dalla collezione Carlo Montanaro di Venezia, Centro culturale di Pordenone, Serie: arte, Collana: Serie quadrata, Pordenone 2006, 72 pp., ISBN 88-8426-022-1.
- Carlo Montanaro, Dalla visione all'immagine: Incisioni, fotografie e materiali dall'Archivio Carlo Montanaro, ne: I Quaderni della Torre, Torre di Mestre, Municipalità di Mestre Carpenedo, Comune di Venezia, 2008.
- Carlo Montanaro, Len Lye, Quaderni Animati, Ed. Viva Comix, 2018
- Carlo Montanaro, Dalla Musica Cromatica a Re-cycling, in Animazioni 6, Ed. Viva Comix - Ottomani, 2019
- Collaborazione all'Enciclopedia del Cinema Treccani
- Collaborazione a Storia del cinema italiano, a cura di A. Bernardini, della Fondazione Scuola Nazionale di Cinema
- Collaborazione al catalogo della mostra Vertigo, Il secolo di arte off-media dal futurismo al web curata da G. Celant e G. Maraniello, Museo d'arte moderna di Bologna (MAMbo), Skira, 2007
- Collaborazione a Visionari. Lo sguardo del cinema e del video tra arte, realtà e utopia, a cura di Andrea La Porta, Le Mani-Microart's, 2009

### Collaborazioni a mostre
- Pontus Hulten: Artisti da una collezione, IVSLA, Venezia
- Luigi Russolo: Vita e opere di un futurista, MART, Rovereto
- Vertigo, Il secolo di arte off-media dal futurismo al web, Museo d'arte moderna di Bologna (MAMbo)
- Man Ray, Villa Manin di Passariano
- Mondo Novo, Le vedute d'ottica & Olafur Eliason, Espace Vuitton, Venezia

### Filmografia
(in veste di aiuto regista)
- Infanzia, vocazione e prime esperienze di Giacomo Casanova, veneziano, regia di Luigi Comencini (1969)
- La ragazza di nome Giulio, regia di Tonino Valerii (1970)
- L'altro Dio, regia di Elio Bartolini (1976)
- Nero veneziano, regia di Ugo Liberatore (1978)
- Un sussurro nel buio, regia di Marcello Aliprandi (1976)
- Venezia, carnevale, un amore, regia di Mario Lanfranchi (1982)
- La Vallée fantôme, regia di Alain Tanner (1987)

### Televisione
- Movie pocket chess set (1997), per la Galleria nazionale d'arte moderna e contemporanea di Roma
- Una certa immagine: Burano (1984), Rai
- Cerchiamo di volare: Remigio Barbaro (1985), Rai
- Cerchiamo di volare: Danilo Bergamo (1986), Rai
- Raccontare l'uomo (1990), Rai
- Grandi itinerari Adriatica (1990), commercial per Adriatica
- Luci a Venezia (1991), commercial per 3M
- Venezia 1848 (1998) per l'Assessorato alla Cultura del Comune di Venezia
- Il Risorto di Gianni Aricò, Diario di lavoro (2015) con Elisabetta Di Sopra